# 540 p.n.e.
| [ Edytuj tabelę ] |                                          |
| Tyran Aten        | - 561 p.n.e. Pizystrat 527 p.n.e.        |
| Król Babilonu     | - 556 p.n.e. Nabonid 539 p.n.e.          |
| Władca Chin       | - 545 p.n.e. Jingwang 520 p.n.e.         |
| Władca Egiptu     | - 570 p.n.e. Ahmose II 526 p.n.e.        |
| Król Kartaginy    | - 550 p.n.e. Magon I 530 p.n.e.          |
| Król Macedonii    | - 547 p.n.e. Amyntas I 498 p.n.e.        |
| Władca Persji     | - 559 p.n.e. Cyrus II Wielki 530 p.n.e.  |
| Król Rzymu        | - 579 p.n.e. Serwiusz Tuliusz 534 p.n.e. |
| Król Sparty       | - 560 p.n.e. Anaksandridas II 520 p.n.e. |
| Król Syngalezów   | - 543 p.n.e. Widźaja 505 p.n.e.          |
| Król Tyru         | - 552 p.n.e. Hiram III 532 p.n.e.        |

Rok 540 p.n.e.
stulecia: VII wiek p.n.e. ~
VI wiek p.n.e. ~
V wiek p.n.e.

lata: 550 p.n.e. «
544 p.n.e. «
543 p.n.e. «
542 p.n.e. «
541 p.n.e. «
540 p.n.e. »
539 p.n.e. »
538 p.n.e. »
537 p.n.e. »
536 p.n.e. »
530 p.n.e.

## Wydarzenia
- Jonia całkowicie opanowana przez Persję

## Urodzili się
- Heraklit z Efezu, grecki filozof (data sporna lub przybliżona) (zm. 480 p.n.e. (data sporna lub przybliżona).
- Parmenides z Elei, grecki filozof (data sporna lub przybliżona) (zm. 470 p.n.e.).

## Zmarli
- Tales z Miletu, grecki filozof, matematyk, astronom (ur. 625 p.n.e.) (data sporna lub przybliżona).